# Duhoveț, Razgrad
Duhoveț (în bulgară Духовец) este un sat în comuna Isperih, regiunea Razgrad,  Bulgaria. 

## Demografie
Componența etnică a satului Duhoveț
     Turci (99,64%)
     Nicio identificare (0,35%)
     Altele (0%)
La recensământul din 2011, populația satului Duhoveț era de 570 locuitori. Din punct de vedere etnic, majoritatea locuitorilor (99,64%) erau turci. Pentru 0,35% din locuitori nu este cunoscută apartenența etnică.